# Бебель, Август
Фердина́нд А́вгуст Бе́бель (нем. Ferdinand August Bebel; 22 февраля 1840, Дейц, ныне район Кёльна — 13 августа 1913, Пассугг, Швейцария) — деятель германского и международного рабочего движения, марксистский социал-демократ, один из основателей и руководителей СДПГ. Депутат рейхстага Северогерманского союза (1867—1870), Германской империи (1871—1913, за исключением 1881—1883), а также ландтага Саксонии (1881—1891). 

## Биография

### Детство и юношество
Август Бебель родился в бедной семье прусского унтер-офицера Йоганна Готлоба Бебеля и его супруги Вильгельмины Йоганны. Отец Бебеля умер в 1844 году в возрасте 35 лет от туберкулёза лёгких, мать Августа вышла замуж за его брата-близнеца, который, однако, тоже умер через два года. Не получавшая пенсии мать Бебеля, потеряв ещё и нескольких детей, была вынуждена переехать на родину в Вецлар, где Август пошёл в школу. С 1854 года по 1857 год Бебель обучался токарному делу.

### Первые шаги в политике
В 1860 году после нескольких лет скитаний по Южной Германии и Австрии Бебель, ставший подмастерьем, а затем мастером, обосновался в Лейпциге и нашёл себя на ниве просветительства. Пришёл к марксизму благодаря самообразованию и дружбе с Вильгельмом Либкнехтом (отцом Карла Либкнехта). Бебель и Вильгельм Либкнехт по праву считаются отцами-основателями современной СДПГ. Вместе в 1866 году они учредили радикально-демократическую Саксонскую народную партию, которая представляла собой политический союз между антипрусскими буржуазно-либеральными силами и членами социалистических рабочих образовательных ассоциаций Саксонии. 
В 1867 году Бебель был избран председателем Совета рабочих союзов (ферейнов). На посту председателя Бебель установил связи с Первым интернационалом, вследствие чего в рядах демократов произошёл раскол на либеральное и буржуазное направления, а остальные союзы и Саксонская народная партия в 1869 году объединились в Социал-демократическую рабочую партию (SDAP, «эйзенахцы»). В 1875 году на Готском съезде последняя объединилась с «лассальянцами» из Всеобщего германского рабочего союза в Социалистическую рабочую партию (с 1890 года объединённая партия носила название СДПГ), и Бебель стал одним из её лидеров.
По свидетельству М. Ковалевского, Карл Маркс ценил Бебеля «более других» из вождей немецкой социал-демократии.
Основоположник социал-демократического парламентаризма, в 1867 году Бебель был избран депутатом рейхстага Северогерманского союза, где с самого начала Франко-прусской войны не поддерживал голосования за военные кредиты. 26 ноября 1870 года он призвал заключить мир с французским народом и отказаться от любого рода аннексии; он также выразил солидарность с Парижской коммуной. Проведя в предварительном заключении сто два дня, в 1873 году Бебель на показательном процессе в Лейпциге был приговорён к двум годам заключения в крепости в Цвиккау за государственную измену и дополнительно — к девяти месяцам тюрьмы за оскорбление монарха. Во время заключения Бебель занимался самообразованием и называл это время «тюремным университетом».

### После Исключительного закона против социалистов Бисмарка
После высылки Бебеля как социал-демократического агитатора из Лейпцига на основании Исключительного закона против социалистов 1878 года он поселился в Борсдорфе. До 1889 года занимался сбытом продукции своей токарной мастерской. Свои деловые поездки он использовал и для партийной работы, за что приговаривался в 1883 году к четырём месяцам, а в 1886 году к девяти месяцам тюрьмы. Всего в заключении провёл в общей сложности около 6 лет своей жизни.
В тюрьме Бебель вновь занимался собственным образованием и изучал историю арабского Востока, результатом этих занятий стала вышедшая в 1884 г. работа «Магометанско-арабский культурный период». В ней с точки зрения марксистски образованного самоучки, который никогда не бывал на Востоке, на соответствующем времени уровню знаний рассматривается история мусульманских империй Востока, включая Османскую империю до XVI века. Сейчас эта работа воспринимается как актуальная речь в защиту мира между различными культурами.
Бебель был убеждён в правильности марксистской теории и решительно боролся с ревизионизмом. Помимо этого в парламентской и партийной работе он постоянно обращал внимание на продвижение конкретных социальных реформ. Главные труды Бебеля «Наши цели» (1870) и «Женщина и социализм» (1878) вышли большими тиражами.
После отмены Исключительного закона способствовал превращению СДПГ в массовую политическую организацию. Стал одним из инициаторов создания и лидеров Второго интернационала. Хотя после 1908 года не мог по состоянию здоровья полноценно участвовать в общественно-политической жизни, но до 1912 года принимал участие во всех антивоенных акциях Интернационала.
9 февраля 1912 года он уступил во втором туре выборов на пост президента рейхстага центристу Петеру Йозефу Шпану, но уже через несколько дней (по неизвестным причинам) Шпан подал в отставку. 
13 августа 1913 года у Бебеля, находившегося в санатории в швейцарском Пассугге, отказало сердце. Он похоронен на цюрихском кладбище Зильфельд.

## Идеи
Бебель считал, что экономические отношения определяют формы государства и религии. Он был атеистом и выступал за светское государство. 
В своей работе «Женщина и социализм» он подчеркивал, что «женский вопрос» — это лишь одна из сторон «общего социального вопроса», решение которого возможно «лишь с уничтожением общественных противоположностей и с устранением вытекающего из них зла». Он считал, что общественная собственность на средства производства создаст «новые основы общества», что изменит условия жизни и труда, систему воспитания, институт брака и приведет к исчезновению государства, которое «как бы само себя упразднит». По мере того как будут устранены отношения господства, государство исчезнет, также как и религия. Бебель писал, что в новом обществе руководство производством будет осуществляться «на началах полной свободы и демократического равенства» поочередно всеми «без различия пола». В результате децентрализации населения исчезнет противоположность между жизнью города и деревни.
Взаимоотношения между мужчиной и женщиной будут «личным делом каждого человека». Вопрос о количестве детей будет решать сама женщина, при этом «нежелание иметь много детей» даже при всей заботе, проявляемой социалистическим обществом «по отношению к беременным и матерям», может усилиться.

## Память
Имя Августа Бебеля носит одна из центральных площадей Берлина — Бебельплац.
Постановлением президиума Калужского уисполкома от 4 ноября 1918 года Бобровская волость и село Боброво  переименовано в честь деятеля международного коммунистического и рабочего движения Августа Бебеля соответственно в Бебелевскую и Бебелево.
Имя Бебеля увековечено и в России, оно в 1918 году помещено на бывшем Романовском обелиске в Александровском саду (четвёртое после Маркса, Энгельса и В. Либкнехта), именем Бебеля называются улицы в Твери, Ульяновске, Чистополе, Екатеринбурге, Тамбове, Красноярске, Марксе, Оренбурге, Юхнове, Вязьме, три улицы Бебеля есть в Москве (Первая, Вторая и Третья — в районе Бутырской и Нижней Масловки), одна в Астрахани, Ростове-на-Дону, Кирове и Спас-Клепиках.
С 1920 по 1994 годы Еврейская улица в Одессе называлась улицей Бебеля.
Бебель изображён на почтовых марках ГДР 1955 и 1965 года.